# Earl Fitzwilliam

Wappen der Earls Fitzwilliam bis 1856

Wappen der Earls Fitzwilliam seit 1856

Earl Fitzwilliam (auch FitzWilliam) war ein erblicher britischer Adelstitel, der je einmal in der Peerage of Ireland und der Peerage of Great Britain verliehen wurde.
Familiensitze der Earls waren Milton Hall bei Peterborough in Cambridgeshire und ab 1782 auch Wentworth Woodhouse bei Rotherham in South Yorkshire.

## Verleihung und Geschichte des Titels
Erstmals wurde der Titel Earl Fitzwilliam, of the County of Tyrone, am 21. Juli 1716 in der Peerage of Ireland für William Fitzwilliam, 3. Baron Fitzwilliam, geschaffen. Zusammen mit der Earlswürde wurde ihm in der Peerage of Ireland der nachgeordnete Titel Viscount Milton, in the County of Westmeath, verliehen. Bereits 1658 hatte er von seinem Vater den fortan nachgeordneten Titel Baron Fitzwilliam, of Lifford in the County of Donegal, geerbt, der am 1. Dezember 1620 in der Peerage of Ireland seinem Großvater verliehen worden war.
Sein Enkel, der 3. Earl, wurde in der Peerage of Great Britain am 19. April 1742 auch zum Baron Fitzwilliam, of Milton in the County of Northampton, sowie am 6. September 1746 zum Viscount Milton und Earl Fitzwilliam, of Norborough in the County of Northampton, erhoben.
Dessen Sohn, der 4. Earl, erbte 1782 beim Tod seines kinderlosen Onkels Charles Watson-Wentworth, 2. Marquess of Rockingham, dessen Besitzungen. Dessen Sohn ergänzte nach diesem 1856 seinen Familiennamen zu Wentworth-Fitzwilliam und erweiterte sein Wappen entsprechend.
Alle sechs Titel erloschen schließlich beim Tod des 10. Earls am 21. September 1979.

## Liste der Earls Fitzwilliam (1716; 1746)
- William Fitzwilliam, 1. Earl Fitzwilliam (1643–1719)
- John Fitzwilliam, 2. Earl Fitzwilliam (1681–1728)
- William Fitzwilliam, 3. Earl Fitzwilliam, 1. Earl Fitzwilliam (1719–1756)
- William Fitzwilliam, 4. Earl Fitzwilliam, 2. Earl Fitzwilliam (1748–1833)
- Charles Wentworth-Fitzwilliam, 5. Earl Fitzwilliam, 3. Earl Fitzwilliam (1786–1857)
- William Wentworth-Fitzwilliam, 6. Earl Fitzwilliam, 4. Earl Fitzwilliam (1815–1902)
- William Wentworth-Fitzwilliam, 7. Earl Fitzwilliam, 5. Earl Fitzwilliam (1872–1943)
- Peter Wentworth-Fitzwilliam, 8. Earl Fitzwilliam, 6. Earl Fitzwilliam (1910–1948)
- Eric Wentworth-Fitzwilliam, 9. Earl Fitzwilliam, 7. Earl Fitzwilliam (1883–1952)
- Thomas Wentworth-Fitzwilliam, 10. Earl Fitzwilliam, 8. Earl Fitzwilliam (1904–1979)